# Кам'яна маса

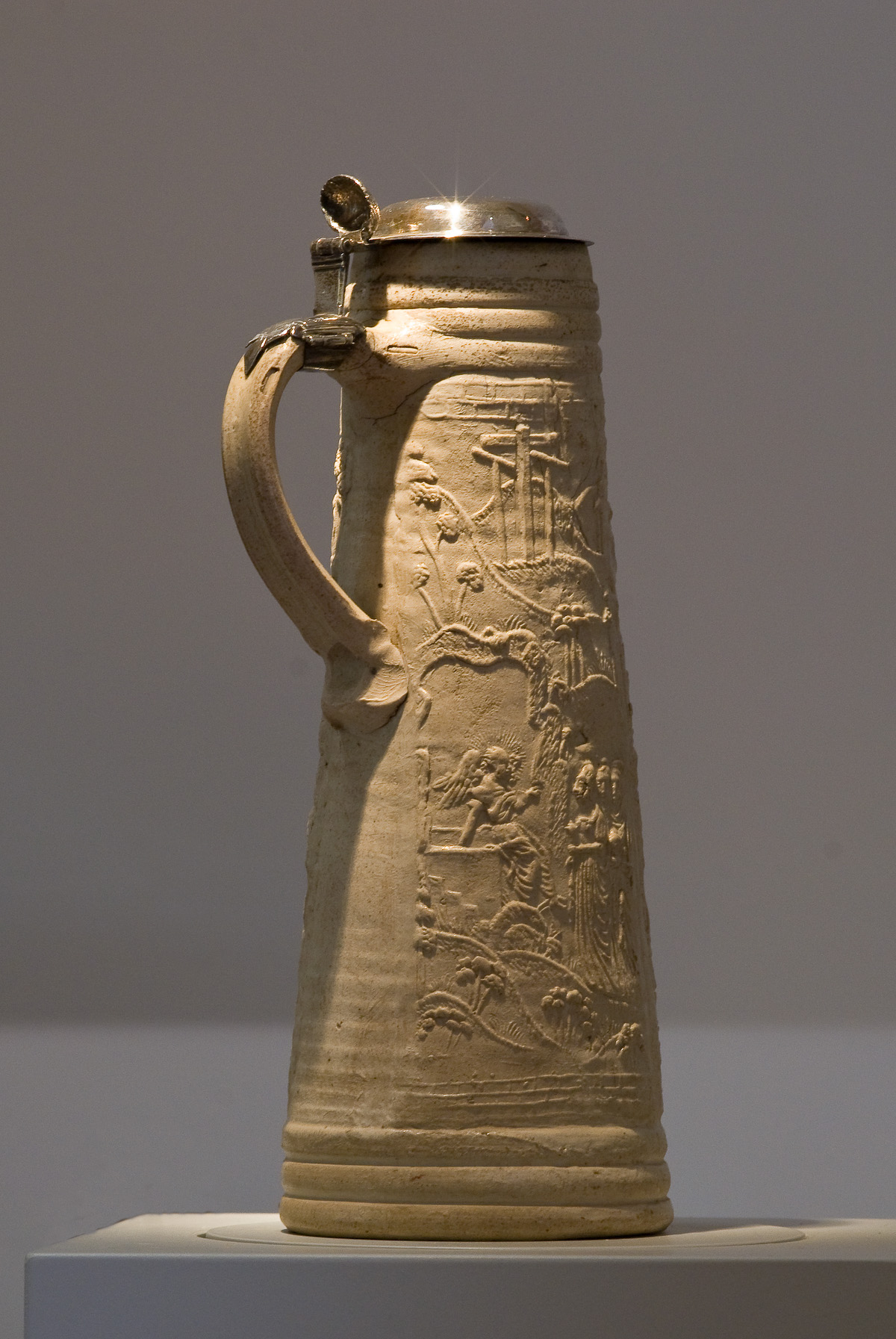
Зігбурзький пивний кухоль (1575 р.).

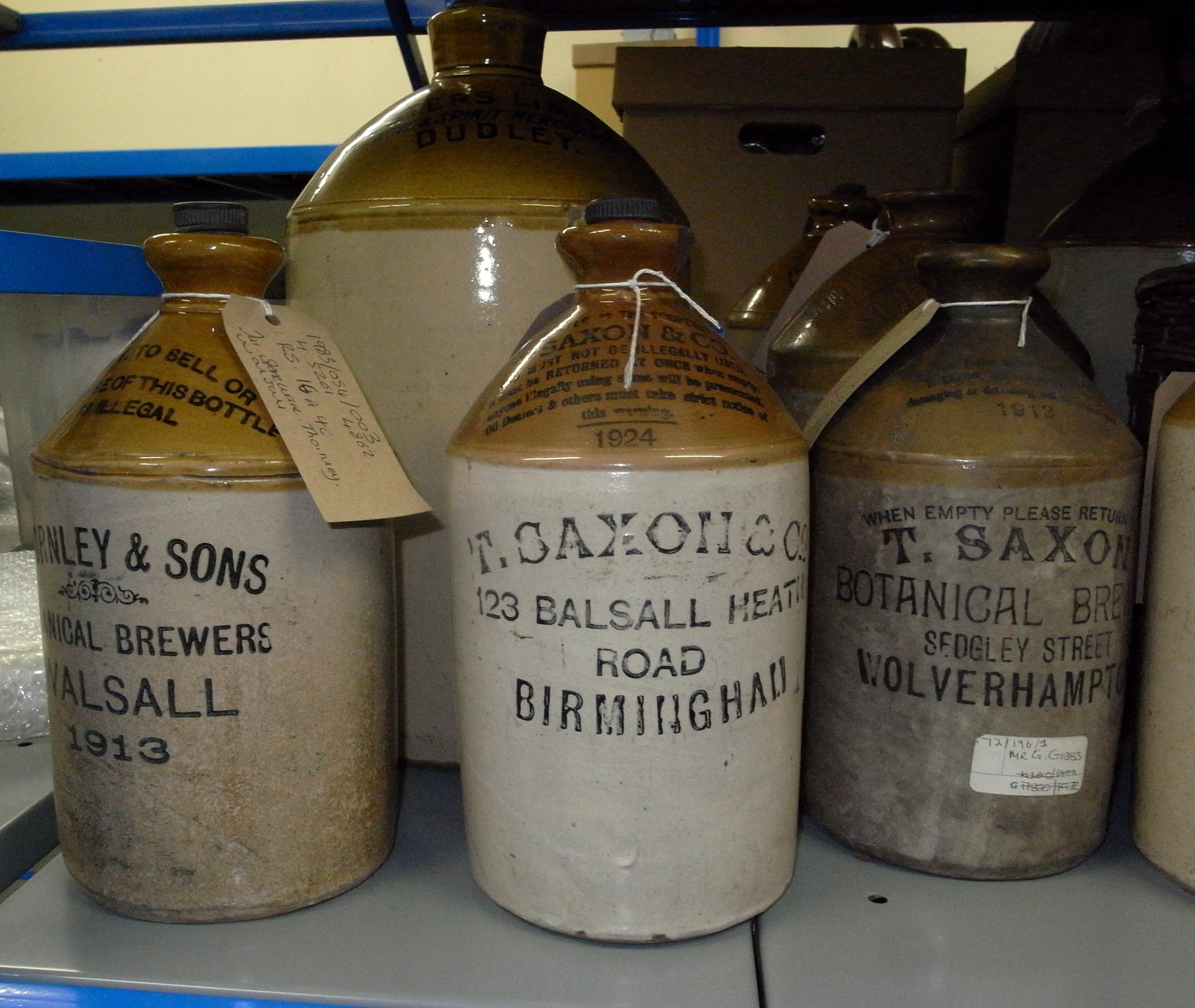
Великі пляшки з кам'яної маси.

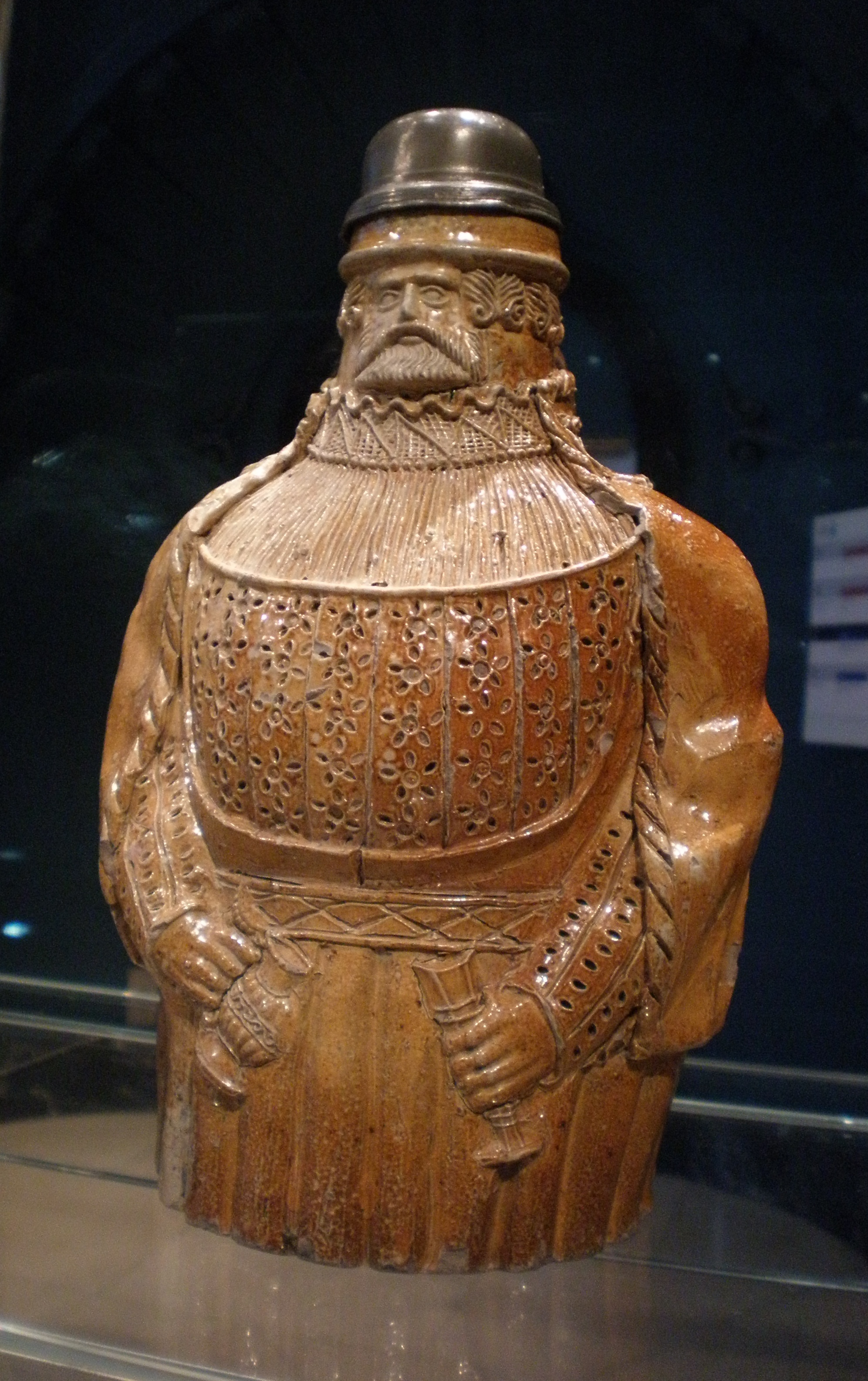
Кельнський глек з бородачем (1525—1550 рр.).

Кам'яна́ ма́са, або ка́м'янка — тугоплавний керамічний матеріал, що утворює щільний спечений черепок. Інколи словом «кам'янка» називають сам посуд, виготовлений з цієї сировини.

## Історія
Кам'яну масу винайшли в Китаї в III столітті, причому її виробництво передувало виготовленню порцеляни. В Європі цей матеріал став відомим у XV сторіччі. Першим центром виготовлення кам'янки був німецький Зігбург, пізніше гончарні цехи з її виробництва з'явились в Аахені, Кельні, Вестервальді, а також у Франції та Англії.
Спочатку майстри виготовляли з цього матеріалу тільки посуд. Оскільки готові вироби вирізнялись надзвичайною міцністю, стало можливим доставляти їх у віддалені регіони. Це здешевило виробництво, тому посуд з кам'яної маси поширився серед незаможних верств населення. Водночас, кам'яна маса вирізняється малою усадкою, тому вироби з неї можливо оздоблювати тонким рельєфом, матриці для якого вирізали окремо і відтискали на вже підсохлому невипаленому виробі. Завдяки цьому майстри змогли створити вишуканий посуд непересічної художньої цінності. Таким чином, кам'янка стала користуватись попитом і у вищих верствах суспільства. Широкий ужиток посуду з кам'яної маси виявив її хімічну стійкість, тому з часом цей матеріал стали використовувати для виготовлення аптекарського посуду, кахлів, труб, молочарської тари, великогабаритних контейнерів для кислот, що в хімічній промисловості заміняли сучасні залізничні цистерни.
Популярність цього матеріалу досягла своєї вершини у XVII сторіччі, а потім почала згасати, поступившись порцеляні. З XIX століття у виробах з кам'янки переважають консервативні художні форми, притаманні посуду XV—XVII століть. Починаючи з XX століття цю кераміку використовують майже винятково для декоративних цілей.

## Опис
Основу сирої кам'яної маси складають дрібнозерні шамот, кварц, каолін і польовий шпат у різних співвідношеннях. Випалюють її при температурі 1000—1300 °C. За своїми властивостями випалена кам'яна маса наближається до порцеляни, частково має таку ж склоподібну структуру, але на відміну від останньої непрозора і майже позбавлена пор. Готові вироби з кам'янки зазвичай мають блідо-коричневий або сірий колір. Окремі різновиди кам'яної маси, такі як клінкер, кераміт, за твердістю не поступаються граніту, сієніту чи, навіть, сталі. Вироби з цього матеріалу дуже міцні, вогнетривкі, водонепроникні, стійкі до агресивного середовища і подряпин. В порівнянні з іншим керамічним посудом вони легкі та дуже дзвінкі.
Масові вироби з кам'янки спочатку не оздоблювали, оскільки вони і без поливи вирізнялись водонепроникністю та привабливим виглядом. Пізніше їх почали вкривати кристалічною або матовою поливою, а дорожчий посуд додатково прикрашали плоским рельєфом або контррельєфом. Оздоблювальними мотивами в цих випадках виступали геральдичні елементи, орнаменти, гравюри тогочасних художників, біблійні та етнографічні сюжети. Окремим, популярним на той час і значимим до сьогодні, художнім напрямком стали так звані глеки з бородачами. Вони, в свою чергу, надихали нідерландських художників, які створювали натюрморти з посудом, виготовленим з кам'яної маси. Сучасні вироби з кам'яної маси частіше прикрашають різнокольоровими поливами.